# 17 Pułk Ułanów (Cesarstwo Niemieckie)
17 pułk ułanów im. Cesarza Austrii Franciszka Józefa I (1 Saksoński)  (niem. Ulanen-Regiment „Kaiser Franz Josef von Österreich, König von Ungarn“ (1. Königlich Sächsisches) Nr. 17)  – pułk kawalerii niemieckiej okresu Cesarstwa Niemieckiego.

## Charakterystyka
Pułk został sformowany 1 kwietnia 1867. Stacjonował w Oschatz . Wchodził w skład XII Korpusu Armijnego .

 Wiosną 1914 był w strukturze 23 Brygady Kawalerii z 23 Dywizji Piechoty.
- (1 wersja) W wyniku mobilizacji, w sierpniu 1914 pułk osiągnął gotowość bojową i w składzie 20 Dywizji Piechoty z X Korpusu Armijnego[4] został wysłany na front zachodni[5].
- (2 wersja) W wyniku mobilizacji, w sierpniu 1914 pułk osiągnął gotowość bojową i w składzie 23 Brygady Kawalerii z 8 Dywizji Kawalerii[6] został wysłany na front zachodni[5].

## Przypisy

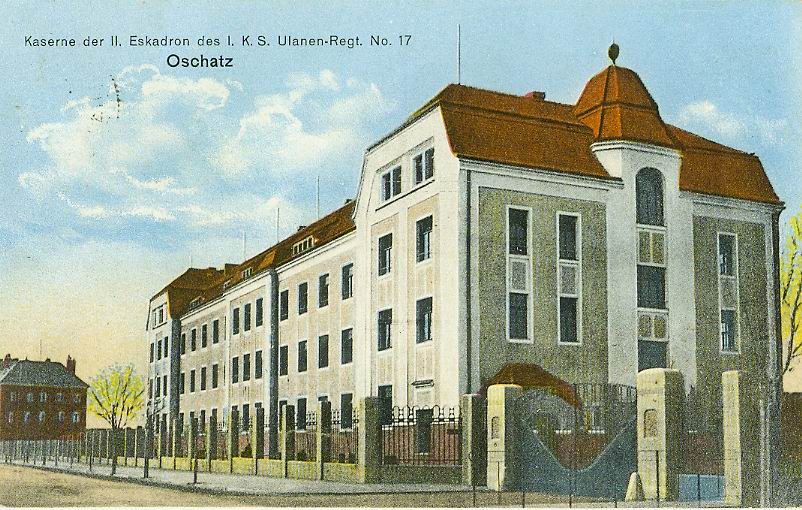
Koszary pułku